# Rock clàssic

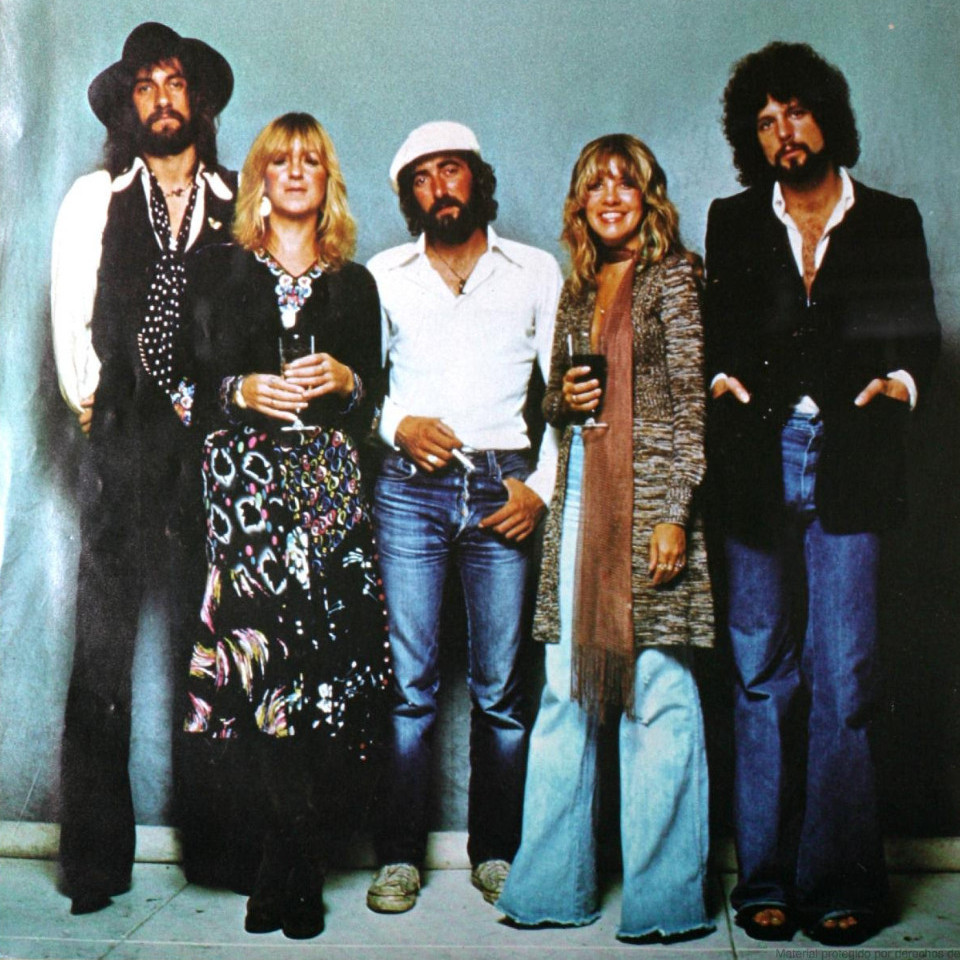
Fleetwood Mac, exemple de grup de rock clàssic.

El Rock clàssic (Classic rock en anglès) és un format o classificació usat en el context de la radio i la indústria fonogràfica nord-americana, el qual s'ha emprat per categoritzar artistes de blues rock, hard rock, rock progressiu i soft rock sorgits des de finals dels anys 60 fins a la dècada de 1980, majorment aquells que van aconseguir esser grups massius.
Aquesta denominació comercial és un derivat de l'anomenat Album Oriented Rock més que un estil en si mateix, ja que totes les bandes i artistes de Rock clàssic posseïen i posseeixen estils propis que els identifiquen, i fins i tot molts pertanyen a gèneres diferents.
L'emissora de ràdio KRBE de Houston (Texas) va ser la primera, en 1983, a utilitzar el terme com se'l coneix actualment; la seva programació consistia exclusivament en cançons d'artistes, des de mitjans dels anys 60 fins a mitjans dels anys 70, la fórmula aviat va aconseguir popularitat i va ser copiada per altres estacions (les anomenades "Classic rock radios"), passant el terme (Classic rock) també a la indústria com una etiqueta que designa artistes comercialment establerts que van tenir la seva època daurada en aquells temps (1960s i 70s).
El terme Classic rock no ha de ser confós amb els artistes del Rock and roll clàssic de la dècada de 1950, ja que va ser encunyat amb posterioritat, i no està específicament relacionat amb aquests.